# Wilhelm Albert (SS-Führer)
Pour les articles homonymes, voir Wilhelm Albert.
Karl Wilhelm Albert (né le 8 septembre 1898 à Hessenthal, décédé le 21 avril 1960) à Erndtebrück est un membre du parti nazi et un officier et haut fonctionnaire SS allemand.

## Biographie
Albert était le fils d’un enseignant. Après ses études primaires et secondaires, il participa à la Première Guerre mondiale en tant que soldat. Par la suite il prit part aux combats menés par les Corps francs. Il apprit la profession d’ingénieur en électronique et atteignit le grade de Dr Ingénieur.
Il adhéra au NSDAP le 1er mai 1932 (numéro de membre 1.122.215) et à la SS le 1er août 1932 (numéro de membre 36.189) et y fut actif au Sicherheitsdienst (SD), le service secret de la SS.
À l’automne 1933 il se vit confier en tant que SS-Sturmführer la direction de la section ouest du SD de Düsseldorf et plus tard celle de la direction Rhin à Francfort-sur-le-Main. En 1935 il succéda à Werner Best en tant que chef du personnel et de l’organisation de l’administration centrale du SD.
Après la réorganisation du SD en janvier 1936, Albert reprit la direction de la nouvellement créée Direction I (administration), une des trois directions du SD.  Cette promotion fit de lui un des cinq dirigeants du SD les plus élevés dans la hiérarchie, au même titre que Reinhard Heydrich, Werner Best, Heinz Jost et Franz Six. Après la fondation du Reichssicherheitshauptamt (RSHA), Albert prit en charge la Section centrale I (personnel, administration, organisation).
En 1939, Albert fut nommé en même temps que Werner Best, Walter Schellenberg et Kurt Pomme (de) en tant qu’administrateur de la Fondation Nordhav.
Durant la Seconde Guerre mondiale, Albert fut, en qualité de Brigadeführer SS chef de la police de Litzmannstadt (Łódź).